# Glenside n.º 377
Glenside n.º 377 es un municipio rural canadiense situado en la provincia de Saskatchewan.

## Superficie
Glenside n.º 377 tiene una superficie de 883,96 km².

## Demografía
En 2021, tenía 206 habitantes, una densidad poblacional de 0,2 hab./km², y 102 viviendas.